# Chunguangcun
Chunguangcun (kinesiska: 春光村乡, 春光村) är en socken i Kina. Den ligger i provinsen Heilongjiang, i den nordöstra delen av landet, omkring 86 kilometer nordost om provinshuvudstaden Harbin.
Genomsnittlig årsnederbörd är 884 millimeter. Den regnigaste månaden är juli, med i genomsnitt 187 mm nederbörd, och den torraste är januari, med 9 mm nederbörd.